# 伊達文三
伊達 文三（だて ぶんぞう、1844年3月26日（弘化元年2月8日） - 1901年（明治34年）10月25日）は、明治時代の政治家、実業家。衆議院議員（2期）。旧姓・羽田。

## 経歴
羽田家の三男として伊豆国君沢郡三津村（静岡県君沢郡内浦村、田方郡内浦村を経て現沼津市）に生まれ、20歳の時に富士郡神谷村（須津村、吉原市を経て現富士市）の伊達松翁の養子となる。土木請負業を営む傍ら静岡県会議員を務め、1881年（明治14年）岳南自由党に参加した。沼川石水門の工事に私財を投じ、伊達組を興して山陽本線の工事を請け負うなど公共のために尽くした。
1898年（明治31年）3月の第5回衆議院議員総選挙では静岡県第2区から出馬し当選。つづく第6回総選挙でも当選し衆議院議員を通算2期務めた。在任中の1901年10月に死去した。